# Woodallgetal
Een Woodallgetal is een natuurlijk getal van de vorm {\displaystyle W_{n}=n\cdot 2^{n}-1}.
De eerste Woodallgetallen, vanaf {\displaystyle n=1}, zijn: 1, 7, 23, 63, 159, 383, 895, ...
Woodallgetallen zijn genoemd naar H.J. Woodall, die ze samen met A.J.C. Cunningham in 1917 definieerde. De beide auteurs onderzochten de deelbaarheidseigenschappen van getallen van de vorm {\displaystyle 2^{n}{-}n,\ 2^{n}{+}\,n,\ n{\cdot }2^{n}{-}1,\ n{\cdot }2^{n}{+}1}. Deze laatste zijn de Cullengetalen en de Woodallgetallen worden daarom ook Cullengetallen van de tweede soort genoemd, vermits Cullen zijn onderzoek reeds in 1905 uitvoerde.

## Woodallpriemgetallen
Tot nog toe zijn 33 Woodallgetallen bekend die een priemgetal zijn; het grootste is het Woodallgetal met {\displaystyle n=3.752.948}. Men vermoedt echter dat er oneindig veel Woodallpriemgetallen zijn.
De eerste Woodallpriemgetallen (of Cullenpriemgetallen van de tweede soort) zijn: {\displaystyle 7\ (n=2),\ 23\ (n=3),\ 383\ (n=6),\ 32212254719(n=30),\ldots }.

## Veralgemening
Woodallgetallen kunnen net zoals Cullengetallen veralgemeend worden door de basis 2 te vervangen door een ander geheel getal; ze worden dus geschreven als {\displaystyle n\cdot b^{n}-1}, waarbij {\displaystyle n+2>b}. Als zo een getal priem is noemt men het een veralgemeend Woodallpriemgetal.